# Franz von Suppè

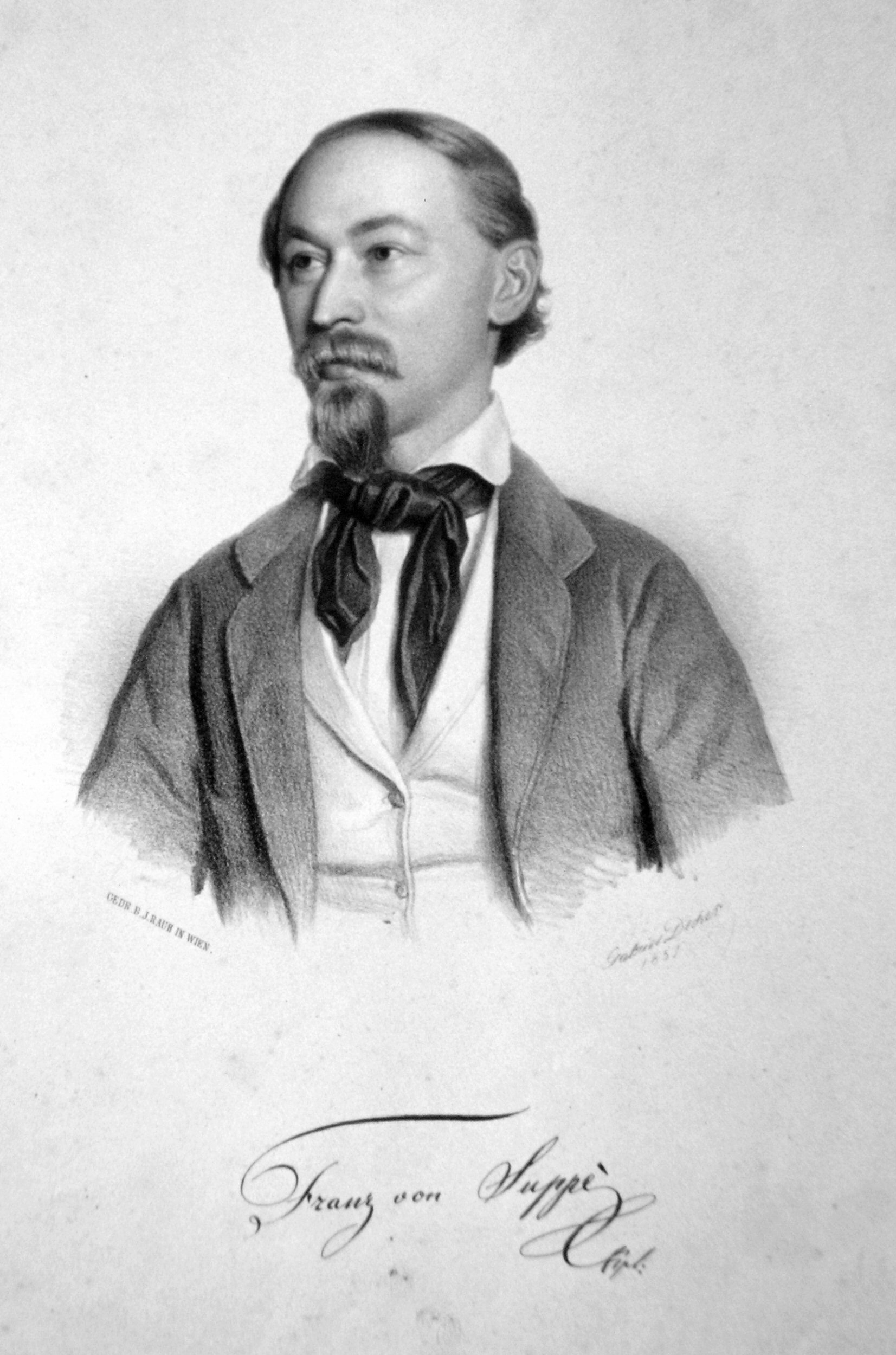
Franz von Suppès Porträt aus dem Jahr 1851 mit seiner Unterschrift, die er wie sein Vater Suppè geschrieben hat. Lithographie von Gabriel Decker

Franz von Suppè (Aussprache [zuˈpɛː] oder [suˈpɛː]) (* 18. April 1819 in Spalato (Split), Dalmatien; † 21. Mai 1895 in Wien) war ein österreichischer Komponist, der als Schöpfer der Wiener Operette gilt. Sein vollständiger bürgerlicher Name lautet gemäß dem Taufbucheintrag, der den Familiennamen Suppè irrtümlich ohne jeglichen Akzent wiedergibt: Francesco Ezechiele Ermenegildo de Suppe. Die weit verbreitete Schreibung Suppé mit Accent Aigu statt mit Accent Grave ist ebenso fehlerhaft wie jene ohne jeglichen Akzent.
Suppè hinterließ ein Œuvre mit über 200 Bühnenwerken, darunter drei aufgeführte Opern und 26 aufgeführte Operetten, von denen die Ouvertüren zu Dichter und Bauer und Leichte Kavallerie besonders bekannt sind. Seine Operette Boccaccio gehört bis heute zum Standard-Repertoire deutschsprachiger Bühnen.

## Leben

### Späte Korrektur der erfundenen Biografie

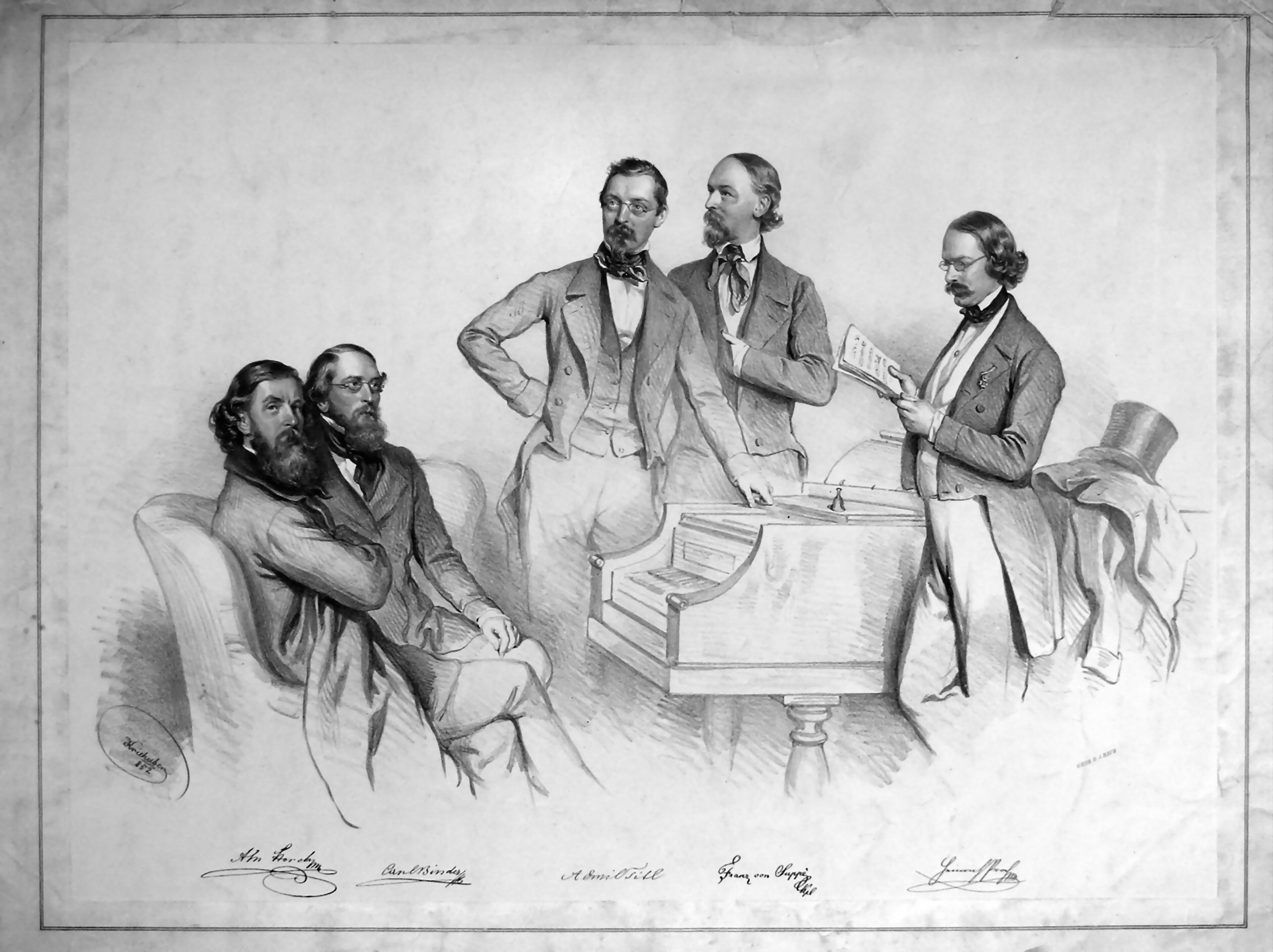
Franz von Suppè im Kreis von Carl Binder, Anton M. Storch, Heinrich Proch und Emil Titl, Lithographie von Josef Kriehuber (1852)

Im Jahr 2019 konnte der Literaturwissenschaftler Andreas Weigel durch die Ergebnisse seiner systematischen genealogisch-biografischen Recherchen nachweisen, dass wesentliche, bislang als gesichert angesehene Aspekte von Suppès Biografie und Genealogie über ein Jahrhundert lang fehlerhaft, fraglich und korrekturbedürftig waren. Beispielsweise hat Suppè seiner späteren Ehefrau Therese Merville (1816–1865) bereits 1838 seine Vertonung des Schiller-Gedichtes An Emma gewidmet, weshalb er sie nicht (wie bislang einhellig überliefert) erst 1841 kennengelernt haben kann. Über die erste Gattin war ebenso wenig Biografisches bekannt, wie über ihre gemeinsamen Kinder (Anna (1842–1879), Peter (1844–1894), Ferdinand (1847–1847), Therese (1850–1899) und Franz (1851–1851)) und deren Verwandtschaft mit Adolf von Boog, Philippine von Edelsberg, Arthur Schnitzler bzw. Rosa und Karl Streitmann. Zudem wurde der Mädchenname von Suppès Mutter, Jandovsky, manchmal auch Jandowsky (laut der Wienbibliothek im Rathaus Jandofsky), in sämtlichen Biografien ein Jahrhundert lang falsch als Landovsky überliefert, weshalb die Herkunft von Suppès mütterlichen Vorfahren aus dem mährischen Brünn und bayerischen München verborgen blieb. Suppès angebliche Medizin- bzw. Jura-Studien (in Bologna, Padua bzw. Wien) sind Erfindungen. Seine angeblich aus Belgien bzw. den Österreichischen Niederlanden bzw. Cremona stammenden väterlichen Ahnen stammen in Wahrheit aus Fiume (Rijeka), Karlobag und Senj, und seine zweite Frau Sofie Strasser (1841–1926), die wahrscheinlich die Librettistin seiner Operette Pique Dame (1864) ist, lernte er bereits 1860 (nicht erst 1864) kennen. Ungeklärt bleibt die Frage, wieso sich Suppè – wie seine beiden Ehefrauen – (wider besseres Wissen) meist ein Jahr jünger gemacht hat, indem er als Basis für seine von der Öffentlichkeit gefeierten runden Geburtstage den 18. April 1820 angegeben hat, obwohl er nachweislich 1819 geboren wurde.

### Schreibweise des Familiennamens

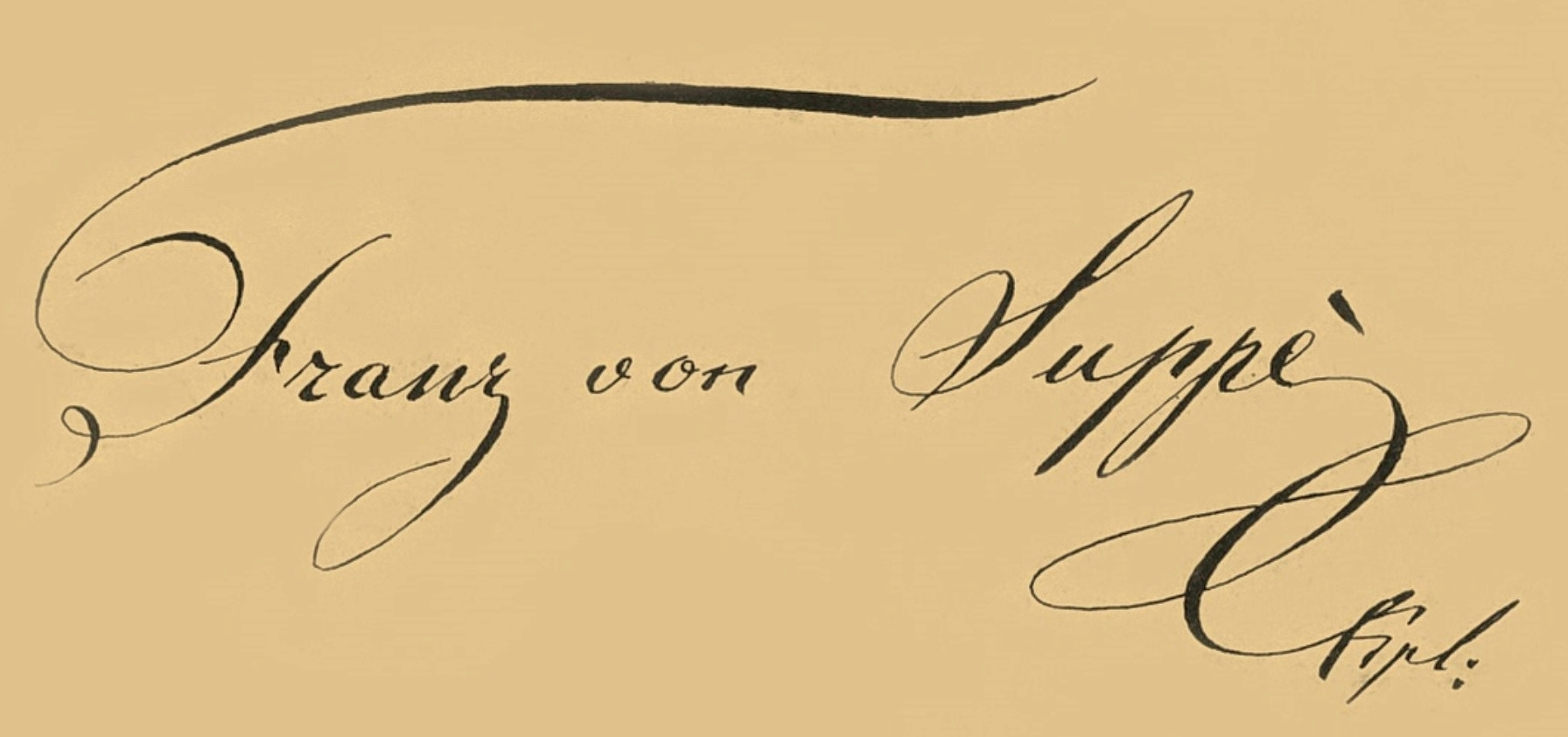
Franz v. Suppès Unterschrift (1851)

Die durch Robert Franz Müller, Vladimir Haklik und Andreas Weigel erfolgte Widerlegung der angeblich belgischen bzw. österreichisch-niederländischen Abstammung, der die französische Schreibweise „Suppé“ geschuldet war, hat zur erneuten Rückbesinnung auf die italienische Schreibweise des Familiennamens mit Accent Grave, „Suppè“, geführt. Sie ist so in Suppès Autografen, in amtlichen Dokumenten und Urkunden, wie beispielsweise 1847 im Sterbeeintrag von Suppès Sohn Ferdinand und 1887 in Suppès letztem amtlichen Meldezettel, zu lesen. Bereits Julius Kromer nannte 1941 in seiner Dissertation den Komponisten selbst als „Kronzeugen“ für die amtlich belegte italienische Schreibweise des Familiennamens: „In seinen Briefen und Notizbüchern, auf selbstgeschriebenen Notenblättern und Textbüchern steht überall nur ein Name und eine Unterschrift: Suppè. Das ist der eindeutig erklärte Wille des Komponisten, den allein wir zu beachten haben und den wir dokumentarisch hundertfach belegen konnten.“
Diese italienische Schreibweise ist die Art, wie bereits Suppès Vater den Familiennamen schrieb, wenn er als Kreisamts-Sekretär die im Amtsblatt von Zara (Zadar) veröffentlichten amtlichen Verlautbarungen offiziell unterzeichnete. Darüber hinaus verweist Vladimir Haklik auf historische Akten, die von Suppès Großvater eigenhändig mit „Suppè“ unterschrieben wurden. Auch der vom 9. Februar 1722 stammende Heiratseintrag von Franz von Suppès Ur-Ur-Großeltern Georg und Antonia Suppè belegt die italienische Schreibweise des Familiennamens, wodurch diese Schreibweise des Familiennamens weit über ein Jahrhundert lang amtlich verbürgt ist (Heiratseintrag von 1722, Meldezettel von 1887).
Demgemäß schrieb Suppè seinen Familiennamen nicht mit italienischem Akzent grave, um als Italiener zu gelten, sondern weil seine Vorfahren seit 1722 ihren Familiennamen nachweislich so verwendeten und er durch seinen um 1700 in Grobnik geborenen Ur-Ur-Großvater und seine um 1700 in Fiume (Rijeka) geborene Ur-Ur-Großmutter italienische Vorfahren hatte. Die Heimat der Familie Suppè war zumindest seit 1700 der adriatische Küstenstreifen zwischen Fiume (Rijeka) und Makarska. Dort war Italienisch Amtssprache, dies auch noch lange nach Suppès 1835 erfolgter Übersiedlung nach Wien, die Heimatstadt seiner Mutter. Die weit verbreitete Schreibung Suppé mit Accent Aigu ist also ebenso fehlerhaft wie die Schreibung ohne jeglichen Akzent.

### Jugendjahre und musikalische Ausbildung

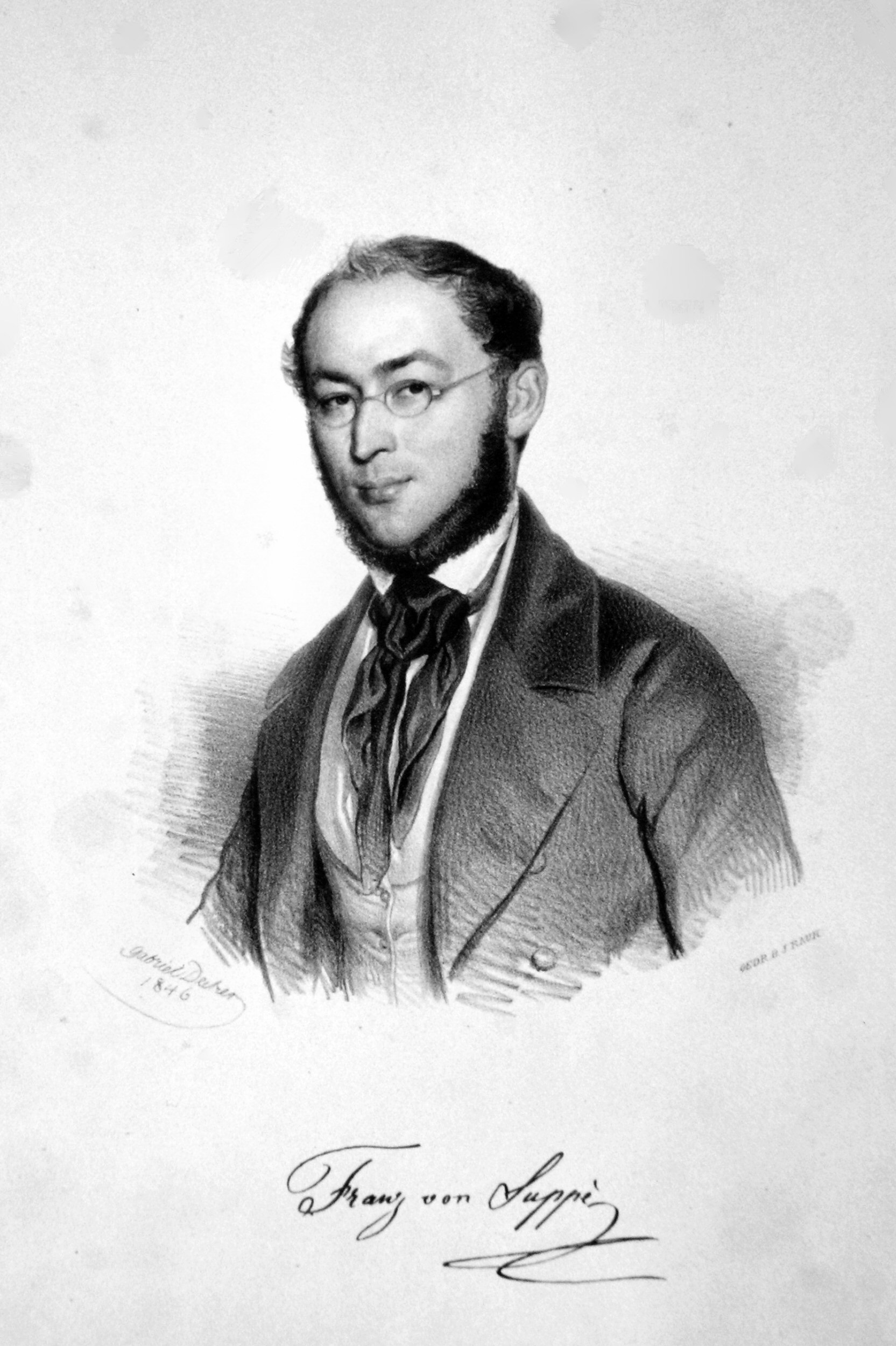
Franz von Suppè als 27-Jähriger mit sogenanntem Greißlerbart. Lithographie von Gabriel Decker

Anders als in den Suppè-Biografien von Otto Keller (1905), Julius Kromer (1941), Otto Schneidereit (1977), Ingrid Scherney (2005) und Hans-Dieter Roser (2007) kolportiert, kamen Suppès Vorfahren väterlicherseits weder aus Belgien bzw. den Österreichischen Niederlanden noch Cremona, sondern aus Fiume (Rijeka), Karlobag, Senj und Makarska. Suppè wuchs in Zara (dem heutigen Zadar) auf. Dort besuchte er bis zu seiner Übersiedlung nach Wien die erste von zwei Humanitätsklassen. Suppè soll bereits mit acht Jahren im Kirchenchor der Kathedrale von Zara gesungen haben, dessen späterer Chorleiter Giovanni Cigalla soll ihm erste musikalische Kenntnisse vermittelt haben. Flötenunterricht soll Suppè vom Kapellmeister Giuseppe Ferrari erhalten haben. Durch beide Lehrmeister soll sich Suppè bereits in jungen Jahren grundlegendes kompositorisches Wissen angeeignet haben. Mit sechzehn Jahren (1835) komponierte er sein erstes größeres Werk, eine Messe in F-Dur, die er vierzig Jahre später überarbeitet als Missa Dalmatica veröffentlichte.
Nach dem frühen Tod von Suppès Vater (1796–1835) übersiedelte Suppès Mutter (1787–1875), eine gebürtige Wienerin, im September bzw. Oktober 1835 gemeinsam mit ihrem sechzehnjährigen Sohn Franz zurück in ihre Heimatstadt, wo sie am Alsergrund wohnten. Suppès Biografen berichten, dass beide 1835 in Wieden beim Vater der Mutter gewohnt hätten, der entscheidenden Einfluss auf Suppès Ausbildung genommen hätte, indem er sich vehement gegen dessen Musikvorliebe verwahrt hätte. Andreas Weigel wies nach, dass Suppès Wiener Großvater bereits im Jahr 1803 verstorben war, weshalb er auf Suppès Bildungs- und Lebensweg keinen Einfluss nehmen konnte. In Wien war Suppè am „Polytechnischen Institut“ (heute: Technische Universität Wien) inskribiert; er brach diese Ausbildung schon im Mai 1836 ab. Das in der biografischen Literatur erwähnte Medizinstudium ist – wie die Nachfrage im Archiv der Universität Wien ergeben hat – frei erfunden. Dies erwähnte der Wiener Musikhistoriker Robert Franz Müller schon 1926; er wies zudem nach, dass Suppès Jus-Studien in Padua gleichfalls frei erfunden sind, aber Suppè 1837/38 kurzzeitig das Schottengymnasium besuchte, was 2019 anhand des „Kataloges vom Schuljahre 1837/38“ verifiziert wurde. Zur Finanzierung seines Musikstudiums gab er Italienisch-Unterricht.

### Wirken als Komponist

Die Todesanzeige in der Wiener Zeitung, 23. Mai 1895.

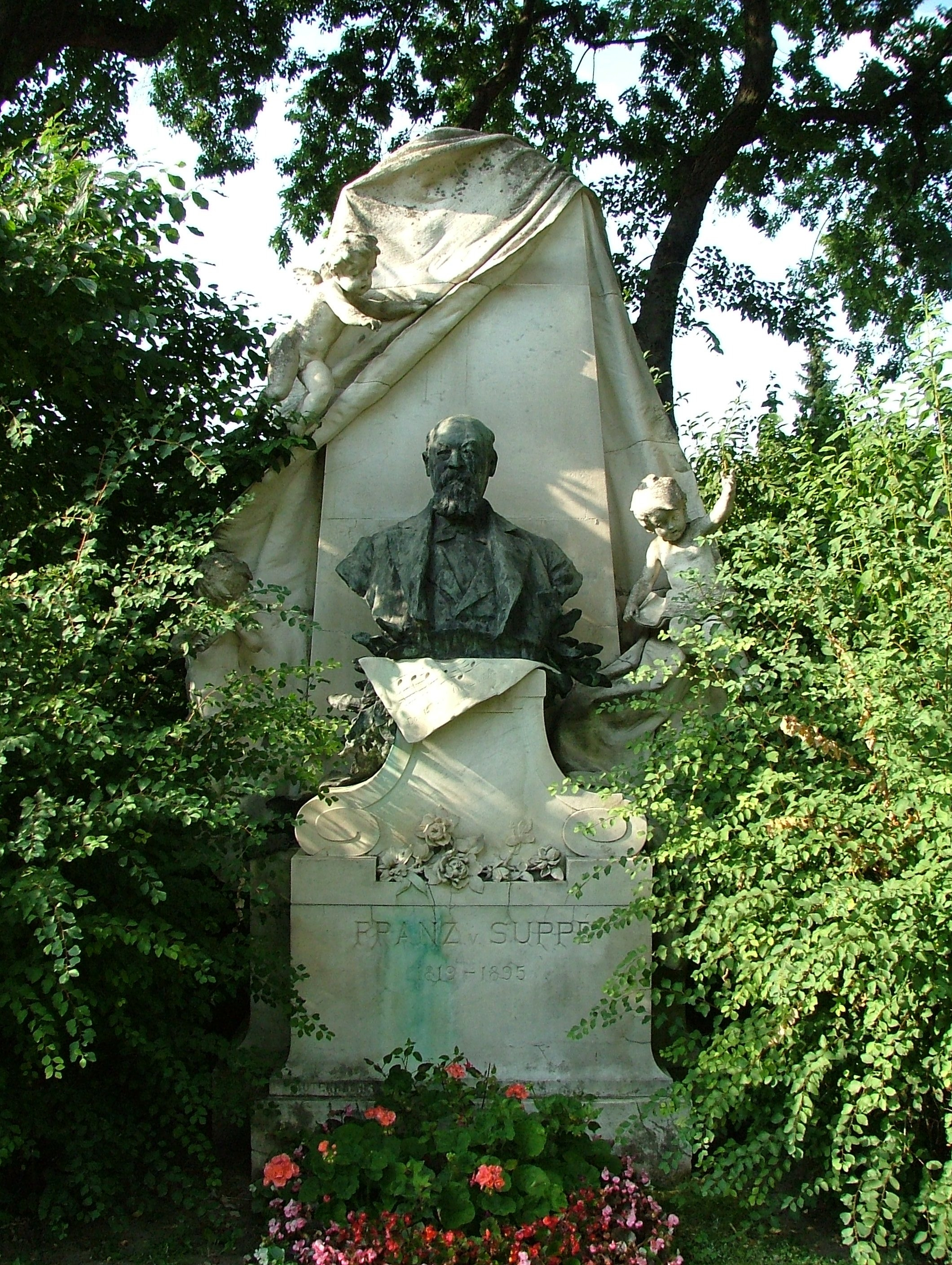
Suppès Grabmal auf dem Wiener Zentralfriedhof.

1836 begann Suppè als Privatschüler beim Kapellmeister Ignaz von Seyfried zu studieren. Am 15. August 1836, Seyfrieds Geburtstag, vollendete der Kompositionsschüler Suppè eine weitere Messe. Anschließend arbeitete er an seiner ersten Oper Virginia. Diese nach einem Libretto von Ludwig Holt geschaffene, fragmentarische Studentenarbeit legte er erneut am 15. August 1837 seinem Lehrer Seyfried als Klavierauszug zur Beurteilung vor.
Nach dem Abschluss des privaten Musikstudiums (Mai 1840) wurde Suppè im September 1840 von Direktor Franz Pokorny als Kapellmeister und Komponist an das Theater in der Josefstadt verpflichtet. Ab 1841 war er an Pokornys Theater in Pressburg und Ödenburg versetzt, von wo er 1844 ans Theater in der Josefstadt zurückkehrte. Anschließend war Suppè zwischen 1845 und 1862 am Theater an der Wien, 1862/1863 am Quai-Theater und zwischen 1863 und 1882 am Carltheater als Komponist und Kapellmeister tätig. Anlässlich Franz Pokornys Tod komponierte Suppè das Requiem in d-moll, welches am 22. November 1855 bei einem Gedenkgottesdienst in der Wiener Piaristenkirche Maria Treu uraufgeführt wurde.
Als Komponist war Franz von Suppè sehr produktiv. Er schrieb Bühnenmusiken zu über 190 Possen und anderen Bühnenwerken, darunter zum Lustspiel Dichter und Bauer (1846) von Karl Elmar. Seine Orchester- und Kammermusik wurde demgegenüber wenig beachtet.
Eine Eigenart behielt Suppè zeitlebens bei: Er notierte seine Partituren immer in „italienischer Anordnung“, d. h. die Violinen und Violen oben, dann Flöten, Oboen, Klarinetten, Hörner, Trompeten, Fagotte, Posaunen, Pauken, Schlagwerk, Violoncelli und Kontrabässe. Manche zeitgenössischen Drucke – und auch Reprints – haben diese Anordnung nach heutigen Gepflogenheiten abgeändert; andere behielten sie bei.
Angeregt durch die Operettenerfolge von Jacques Offenbach in Wien, komponierte er 1860 seine erste einaktige Operette Das Pensionat und begründete in den folgenden Jahren durch Anlehnung an das einheimische Volkstheater die Wiener Operette. Nach mehreren kleinen Bühnenwerken schuf er 1876 sein zweites abendfüllendes Operettenwerk, Fatinitza. Sein größter Triumph wurde 1879 die Aufführung der komischen Oper Boccaccio in Wien, deren Libretto Suppè bereits im Herbst 1876 vorlag.
Franz von Suppè wurde in einem Ehrengrab auf dem Wiener Zentralfriedhof, Gruppe 32A, Nr. 31 beigesetzt. Die feierliche Enthüllung des von Richard Tautenhayn geschaffenen Grabmals unter gleichzeitiger Beisetzung des exhumierten Leichnams in einem Metallsarkophag fand am 30. Mai 1897 statt.

## Franz-von-Suppè-Gedenkstätte in Gars am Kamp

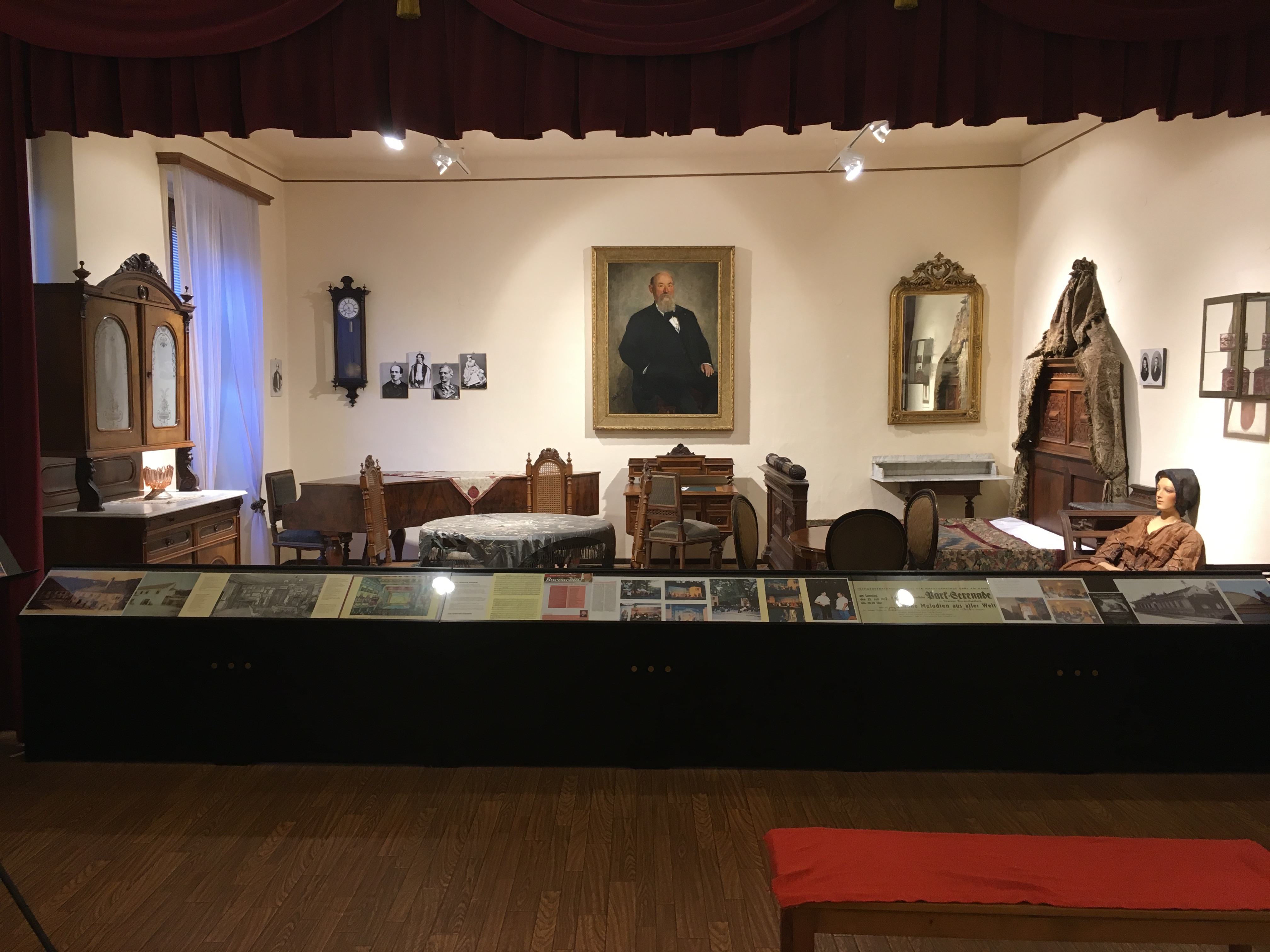
Dauerausstellung: Franz-von-Suppè-Raum im Zeitbrücke-Museum

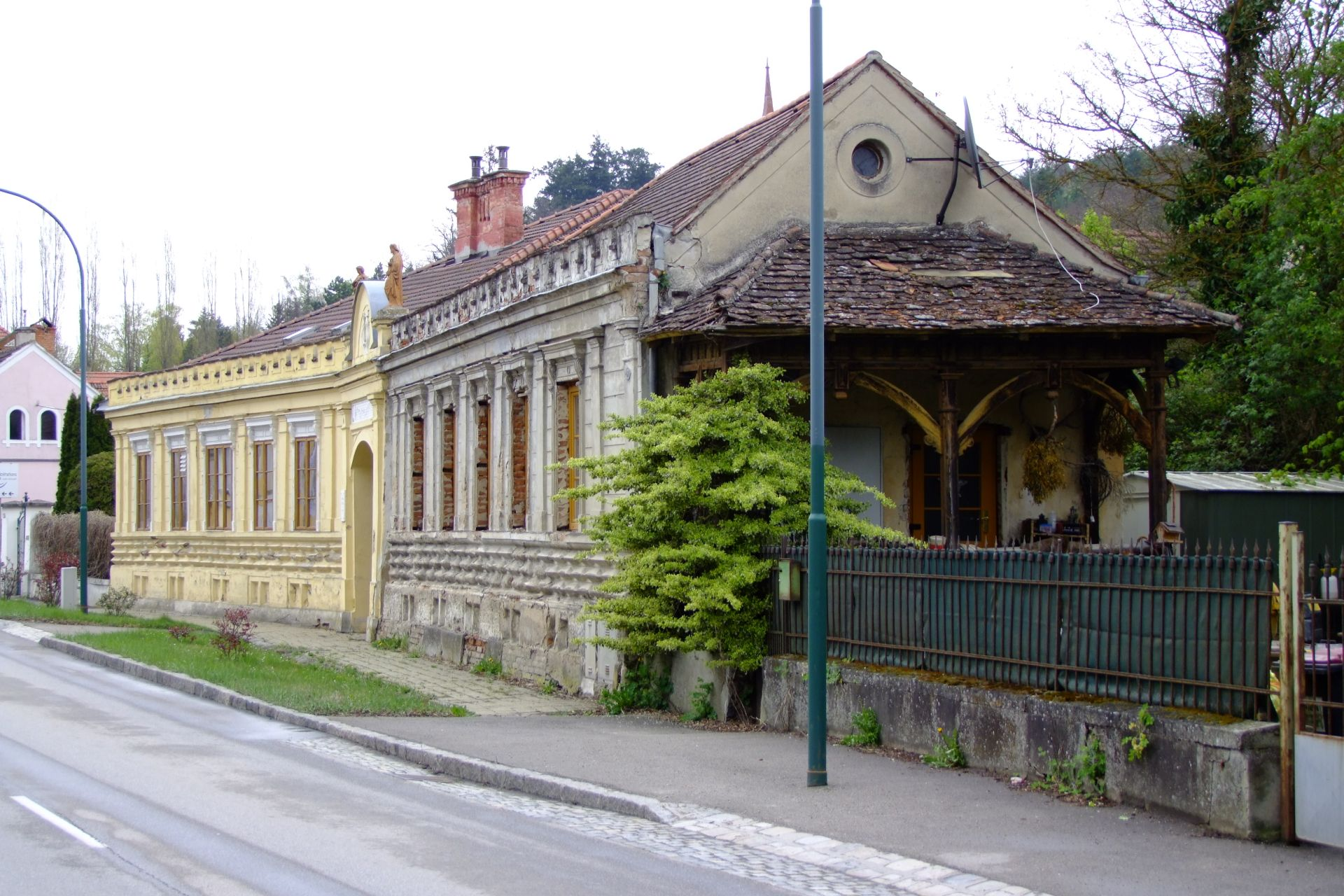
Franz von Suppès Wohn- und Wirkungsstätte in Gars am Kamp

Das „Zeitbrücke-Museum“ in Gars am Kamp zeigt in seiner Franz-von-Suppè-Gedenkstätte einige Exponate, die bereits zwischen 1896 und 1908 in dem von Suppès Witwe in seinem Garser Landhaus betriebenen „Suppè-Museum“ präsentiert wurden. Die meisten Ausstellungsobjekte stammen hingegen aus der Zeit nach Suppès Tod bzw. aus den drei, vier Häusern, die er und seine Witwe nach 1879 in Gars besaßen, das von 1876 bis zu Suppès Tod (1895) zuerst seine Sommerfrische, später sein Zweitwohnsitz war. Suppès Landhaus, das er sich dank der Einnahmen seiner kommerziell erfolgreichen Operetten Fatinitza (1876) und Boccaccio (1879) vom regionalen Baumeister Leopold Wieser – der auch das „Zeitbrücke-Museum“ baute – in der Kremser Straße (Nr. 40 und 41) errichten ließ, befindet sich in Privatbesitz, weshalb es nur von außen zu besichtigen ist. Anfang 1902 spendete Suppès Witwe Sofie die in ihrem Garser „Suppè-Museum“ befindliche Sammlung dem „Museum der Stadt Wien“ (heute: „Wien Museum“) für die Einrichtung eines „Suppè-Zimmers“, welches die kulturgeschichtlich wertvollen Schaustücke 1908 in Gars abholte und zwischen 1912 und 1932 widmungsgemäß präsentierte. Da dieser der Stadt Wien anvertraute Suppè-Nachlass seither in deren Archiven, Depots und Magazinen verwahrt wird, ist die Franz-von-Suppè-Gedenkstätte im „Zeitbrücke-Museum“ derzeit die einzige öffentliche Dauerausstellung zu Suppè in Europa.
Anlässlich Suppès 200. Geburtstag im Jahr 2019 zeigte das „Zeitbrücke-Museum“ in einer von Anton Ehrenberger und Andreas Weigel kuratierten zusätzlichen Sonderausstellung ausgewählte Archiv- und Depot-Stücke aus Suppès Privatbesitz, die aus den Beständen des „Wien Museums“ und der Österreichischen Nationalbibliothek stammen und der breiten Öffentlichkeit erstmals seit 1932 zugänglich gemacht worden waren. Im Anschluss an die Ausstellung erschien Andreas Weigels reich bebilderte Suppè-Monografie, in der dank neu erschlossener Quellen und Archivalien erstmals verbriefte biografische Fakten vorgelegt und erörtert wurden, die vieles, was bislang über Suppès Leben und Werk veröffentlicht wurde, grundlegend korrigieren.

## Sonstiges

Die Fotografie zeigt laut Bild-Legende Franz von Suppè mit seinen Söhnen; was unmöglich ist, da von Suppès Söhnen Peter (1844–1894), Ferdinand (1847–1847) und Franz (1851–1851) nur der älteste, Peter, das Säuglingsalter überlebt hat. Der sitzende Erwachsene dürfte Peter von Suppè sein, der „wie man erzählt, seinem Vater im Aeußern ganz auffallend ähnlich gewesen sein“ soll. (Foto: Ilario Carposio)

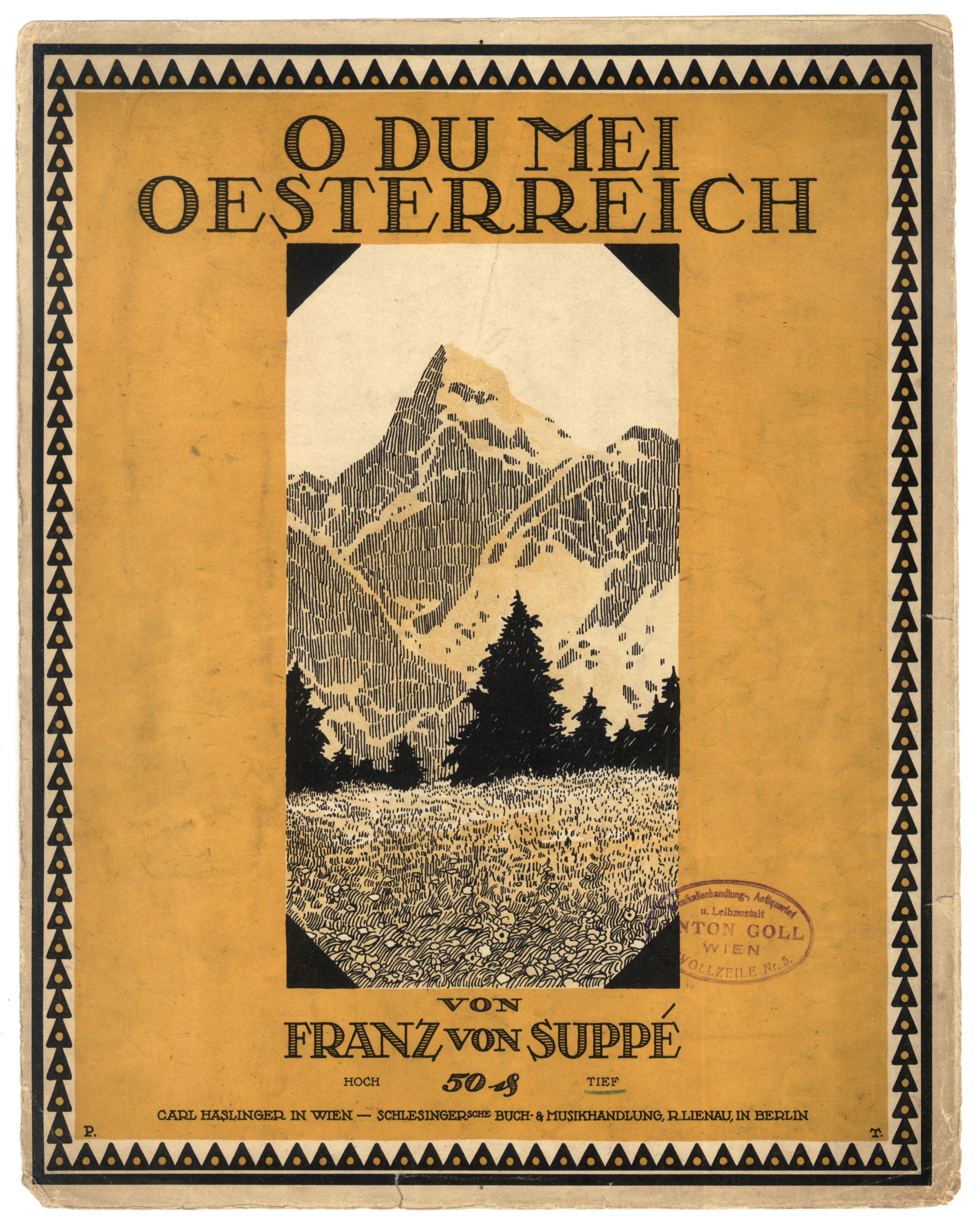
Franz von Suppès: O du mei Oesterreich. Notentitelblatt um 1880

### Sarg als Suppès angebliche Schlafstätte
Die gängige Anekdote, dass Suppè in seiner Wohnung im „Theater an der Wien“ (1845–1862) einen Sarg als Bett verwendet und sein Zimmer mit Totenköpfen ausgemalt hätte, ist zweifelhaft, weil der lebensfrohe Komponist dort nachweislich nicht allein, sondern mit seiner ersten Frau, drei Kindern, Köchin, Stubenmädchen und Schwiegermutter gelebt hat. Der Ursprung der makabren Anekdote rührt vermutlich von Suppès Lieblingsschnupftabakdose her, die als Sarg gestaltet und zudem mit einem Kreuz und einem Totenkopf verziert war: „Man erzählt, daß sie Franz von Suppé benützt haben soll, als er sein Requiem [„zum Gedenken an den am 5. August 1850 verstorbenen Direktor des Theaters an der Wien, Franz Pokorny“] schrieb, um durch ihren Anblick in die gehörige Stimmung versetzt zu werden.“ Thematisch erinnert die Anekdote an den Vampir-Mythos, aber auch an Kartäuser- bzw. Trappisten-Mönche, denen aufgrund eines weit verbreiteten Missverständnisses gleichfalls nachgesagt wird, dass sie in Särgen schliefen. Die Sarg-Anekdote verbindet Suppè zudem mit der exzentrisch agierenden Schauspielerin Sarah Bernhardt (1844–1923), die sich im Rahmen eines Pressetermines von Fotografen in einem Sarg liegend ablichten ließ, was wegen der wiederholten Publikation der Fotografien zur Legende geführt hat, dass Sarah Bernhardt als Privatperson im Sarg statt im Bett geschlafen hätte.

### Angebliches Debüt als Profi-Opernsänger
Immer wieder ist zu lesen, dass Suppè als Sänger sogar in der Rolle des Buffodoktors Dulcamara in Gaëtano Donizettis Der Liebestrank debütiert hätte. Das lädt zu dem verbreiteten Missverständnis ein, dass Suppè sämtliche Partien des „Doktor Dulcamara“ gesungen hätte: „Tatsächlich sang Suppè am 2. Mai 1842 […] an seinem Arbeitsplatz im Stadttheater Preßburg zwischen zwei kleinen Theaterstücken gemeinsam mit der Dilettantin Eleonora Erba-Odescalchi das Duett „Quanto amore“ aus Donizettis „Liebestrank“.“

### Suppè-Enkel erstreitet bedeutendes OGH-Urteil
Suppès Enkel Oscar Edelsperger hat im Jahre 1907 durch ein Urteil des „Obersten Gerichtshofes“ erreicht, dass seine am 26. August 1904 in Buenos Aires geschlossene Ehe mit Rosalía Baß auch in seinem Vaterland Österreich als rechtsgültige Ehe anerkannt wurde, obwohl seine Gattin Jüdin war und damals in Österreich Ehen zwischen Christen und Juden verboten waren.

### Suppès Enkelkinder: Als „Halbjuden“ verfolgt
Während der NS-Zeit waren Suppès Werke im „Dritten Reich“ nicht verboten, wie gelegentlich aufgrund einer journalistischen Verkürzung behauptet wird, aber sie haben vermutlich weniger Aufmerksamkeit erhalten, weil sich die Enkel, die größtenteils selbst fundierte musikalische Ausbildungen hatten, als „Halbjuden“ nicht direkt und öffentlich für das Werk ihres Großvaters engagieren konnten. Vielmehr wurden Suppès Enkeltöchter in Wien als „Halbjuden“ angefeindet und an Leib und Leben bedroht, weil ihr Vater, Suppès Sohn Peter, mit der Jüdin Pauline Markbreiter verheiratet war, die zudem Tante des Schriftstellers Arthur Schnitzler (1862–1931) war, der und dessen Werk von den Machthabern gehasst wurde.

### „Hab‘ ich nur Deine Liebe“-Autorschaft
Der Text des Operetten-Schlagers „Hab‘ ich nur Deine Liebe“ stammt nicht von den beiden Boccaccio-Librettisten Camillo Walzel alias Friedrich Zell und Richard Genée, sondern aus Heinrich von Littrows Gedicht Liebe und Treue, das bereits 1857 in seinem Gedichtband Aus der See veröffentlicht und zwei Jahrzehnte später von Suppè für Boccaccio vertont wurde.

### Berlin-Zitat
Der Wortlaut des Berliner Gassenhauers „Du bist verrückt mein Kind, Du mußt nach Berlin, / Wo die Verrückten sind, / dort gehörst Du hin“, war ursprünglich „Du bist verrückt mein Kind, Du mußt nach Dalldorf hin, / Wo die Verrückten sind, / dort gehörst Du hin“ und entstand im Berliner Volksmund nach der Berliner Erstaufführung der Fatinitza auf die Melodie des Trio des „Fatinitza-Marsches“ (Marschterzett im 3. Akt) und spielte auf die seit 1869 vorgesehene und 1877 bis 1879 errichtete Irrenanstalt an. Dalldorf, seit 1905 Wittenau, wurde jedoch schon 1877 durch den bekannten Text, der außerhalb Berlins erstmals nachweisbar ist, ersetzt. Dass der Text Franz von Suppè zugeschrieben wird, offenbart historische Unkenntnis, wie Andreas Weigel nachweist.

### „Leichte-Kavallerie“-Ouvertüre
Suppès Werke werden und wurden von der Nachwelt wiederholt adaptiert, bearbeitet und zitiert, wobei die populäre Leichte-Kavallerie-Ouvertüre besonders häufig künstlerisch genutzt wurde:
- In Walt Disneys Zeichentrickfilm Symphony Hour (1942) dirigiert Micky Maus Suppès Ouvertüre Leichte Kavallerie. Donald Duck, Goofy, Klarabella Kuh und Rudi Ross sind die Musiker, während Kater Karlo als Sponsor auftritt.[39]
- Der Wiener Kabarettist Hugo Wiener hat die Melodie bearbeitet, mit einem Text versehen, worauf das Lied von Cissy Kraner unter dem Titel Feuchte Krawallerie (Nach der Scheidung) aufgenommen wurde.[40]
- Frank Zappas Lied Jesus Thinks You’re a Jerk vom Album Broadway the Hard Way (1988) zitiert eine Passage aus Suppès Leichte-Kavallerie-Ouvertüre, worauf Zappa selbst hingewiesen hat.[41]
- Eine Passage der Ouvertüre wird im Frankfurter Waldstadion als Tormusik der Eintracht gespielt.

### „Dichter-und-Bauer“-Ouvertüre
- Im Kurzfilm Die Orchesterprobe (1933) (Regie: Karel Lamač) wird Suppès Dichter-und-Bauer-Ouvertüre geprobt. Dabei brillieren Liesl Karlstadt in einer Hosenrolle als Kapellmeister und Karl Valentin als renitenter Trompeter und Geiger.
- Die Melodie von Freddy Brecks Schlager Rote Rosen (1973) basiert auf Motiven aus Suppès Dichter-und-Bauer-Ouvertüre.

### Weitere Suppèana
- Die Ouvertüren der Operetten Leichte Kavallerie, oder Die Töchter der Puszta und Dichter und Bauer wurden oft als Filmmusik verwendet[42]
- Der Musikkabarettist Walter Hedemann hat mehrere Ouvertüren für sein Ensemble „Pädagogian Harmonists“ vertextet, darunter die Leichte Kavallerie, Dichter und Bauer und Die schöne Galathée.

## Auszeichnungen und Ehrungen

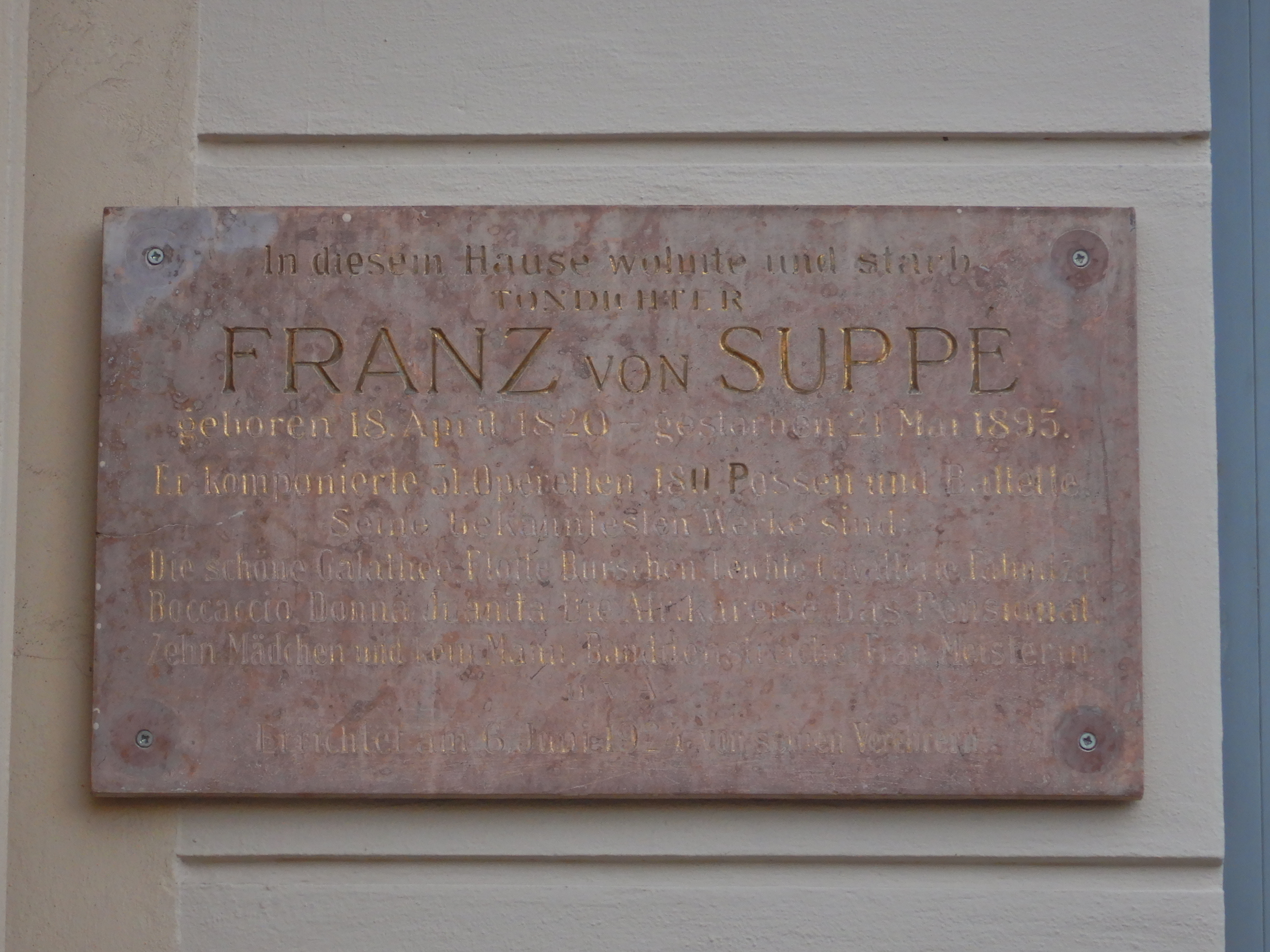
Die im Juni 1924 an Suppès Sterbehaus, Opernring 23, montierte Gedenktafel nennt ein falsches Geburtsjahr und fehlerhafte Werktitel.

- 1861: Herzoglich sächsische silberne Medaille für Kunst und Wissenschaft[43][44]
- 1870: Große goldene Medaille für Kunst und Wissenschaft (Königreich Württemberg)[45]
- 1881: Bürger der Stadt Wien[46]
- 1885: Ritterkreuz des Franz-Josephs-Orden[47] für seinen Marsch „O du mein Österreich“[48]
- 1891: Ehrenbürger von Gars[49]
- 1895: Widmung seines Grabes als Ehrengrab; Beschluss des Wiener Stadtrats vom 22. Mai.[50][51][52]
- 1896: Benennung der Suppé-Promenade in Gars; Beschluss des Gemeinderats vom 27. Mai.[53]
- 1898: Benennung der Suppégasse in Wien-Ober Sankt Veit[54]
- 1912: Suppé-Zimmer; Eröffnung im Museum der städtischen Sammlungen im Alten Rathaus in Wien.[55] Der Gedenkraum bestand bis 1932, dann kamen die Bestände ins Archiv.[56]
- 1924: Enthüllung der Gedenktafel an seinem Sterbehaus Opernring 23[57][58]
- 1995: Gedenkmarke der Österreichischen Post zum 100. Todestag[59]

Der Mitte der 1930er Jahre entstandene Plan für die Errichtung eines Denkmals wurde nie ausgeführt.

## Werke

### Bühnenwerke des Musiktheaters
Hierunter fallen die von Suppè geschaffenen Opern und Operetten. Alle Uraufführungen ohne spezifische Ortsangabe fanden an Wiener Bühnen statt.
| Werksname                                          | Genre    | Datum Erstaufführung | Ort Erstaufführung          | Libretto | Akte | Anmerkung |
| -------------------------------------------------- | -------- | -------------------- | --------------------------- | --- | ---- | --- |
| Virginia                                           | Oper     | –                    | –                           | Ludwig Holt | 2    | 1837 komponiert. Keine Aufführung nachweisbar |
| Gertrude della valle                               | Oper     | –                    | –                           | G. Brazzanovich                                                                                                  | 3    | Oper tragedia lirica. 1840 komponiert. Unvollendet |
| Das Mädchen vom Lande                              | Oper     | 7. August 1847       | Theater an der Wien         | Adaptiert von Karl Elmar                                                                                         | 3    | Große Oper |
| Das Pensionat                                      | Operette | 24. November 1860    | Theater an der Wien         | ? [Initialen: C. K., eventuell Suppè selbst] nach Les Visitandines von Louis-Benoît Picard und François Devienne | 1    | Komische Operette |
| Die Kartenschlägerin                               | Operette | 26. April 1862       | Theater am Franz-Josefs-Kai | ? [Initialen: N. N.]                                                                                             | 1    | Neufassung als Pique Dame im Jahr 1864 |
| Zehn Mädchen und kein Mann                         | Operette | 25. Oktober 1862     | Theater am Franz-Josefs-Kai | Wilhelm Friedrich                                                                                                | 1    | – |
| Flotte Bursche, oder Das Bild der Madame Potifar   | Operette | 18. April 1863       | Theater am Franz-Josefs-Kai | Josef Braun | 1    | Komische Operette |
| Das Corps der Rache                                | Operette | 5. März 1864         | Carltheater                 | Ludwig Harisch                                                                                                   | 1    | – |
| Pique Dame                                         | Operette | 20. Juni 1864        | Thalia Theater, Graz        | S. Strasser | 1    | Neufassung von Die Kartenschlägerin |
| Franz Schubert                                     | Operette | 20. September 1864   | Wien                        | Hans Max | 1    | Unter Verwendung Schubertscher Kompositionen |
| Dinorah, oder Die Turnerfahrt nach Hütteldorf      | Oper     | 4. Mai 1865          | Carltheater                 | Julius Caesar | 3    | Kuriose Oper |
| Die schöne Galathée                                | Operette | 30. Juni 1865        | Meysels Theater, Berlin     | Poly Henrion | 1    | Komisch-mythologische Operette nach der opéra comique Galathée von Jules Barbier, Michel Carré und Victor Massé als Parodie einer Oper von Giacomo Meyerbeer |
| Leichte Kavallerie, oder Die Töchter der Puszta    | Operette | 24. März 1866        | Carltheater                 | Carl Costa | 2    | Komische Operette |
| Freigeister                                        | Operette | 23. Oktober 1866     | Carltheater                 | Carl Costa | 2    | Komische Operette |
| Banditenstreiche                                   | Operette | 27. April 1867       | Carltheater                 | Ludwig Bender nach einem französischen Sujet von B. Boutonnier                                                   | 1    | Auch: Komische Oper |
| Die Frau Meisterin                                 | Operette | 20. Jänner 1868      | Carltheater                 | Carl Costa | 3    | – |
| Tantalusqualen                                     | Operette | 3. Oktober 1868      | Carltheater                 | ? | ?    | Nach Der Schmarotzer in der Klemme von Louis Angely |
| Isabella                                           | Operette | 5. November 1869     | Carltheater                 | Josef Weyl | ?    | – |
| Lohengelb, oder Die Jungfrau von Dragant (Tragant) | Operette | 23. Juli 1870        | Graz, Stadttheater          | Carl Costa, Moritz Anton Grandjean                                                                               | 3    | Geht auf Johann Nepomuk Nestroys Parodie auf Richard Wagners Lohengrin zurück                                                                                |
| Canebas [oder Cannebas]                            | Operette | 2. November 1872     | Carltheater                 | Josef Doppler | 1    | – |
| Fünfundzwanzig Mädchen und kein Mann               | Operette | 15. April 1873       | Wien                        | Carl Treumann | ?    | Knüpft an Operette Zehn Mädchen und kein Mann von 1862 an |
| Fatinitza                                          | Operette | 5. Jänner 1876       | Carltheater                 | Camillo Walzel, Richard Genée                                                                                    | 1    | – |
| Der Teufel auf Erden                               | Operette | 5. Jänner 1878       | Carltheater                 | Karl Juin, Julius Hopp                                                                                           | 3    | – |
| Boccaccio                                          | Operette | 1. Februar 1879      | Carltheater                 | Camillo Walzel, Richard Genée                                                                                    | 3    | – |
| Donna Juanita                                      | Operette | 21. Februar 1880     | Carltheater                 | Camillo Walzel, Richard Genée                                                                                    | 3    | 1925 von Karl Pauspertl neu arrangiert als Der große Unbekannte                                                                                              |
| Der Gascogner                                      | Operette | 22. März 1881        | Carltheater                 | Camillo Walzel, Richard Genée                                                                                    | 3    | – |
| Das Herzblättchen                                  | Operette | 4. Februar 1882      | Carltheater                 | Carl Albert Tetzlaff                                                                                             | 3    | – |
| Die Afrikareise                                    | Operette | 17. März 1883        | Theater an der Wien         | M. West, Richard Genée, O. F. Berg                                                                               | 3    | – |
| Des Matrosen Heimkehr                              | Oper     | 4. Mai 1885          | Hamburg                     | Anton Langer | 2    | Romantische Oper |
| Bellmann                                           | Oper     | 26. Februar 1887     | Theater an der Wien         | West, Ludwig Held                                                                                                | 3    | Komische Oper |
| Die Jagd nach dem Glück                            | Operette | 27. Oktober 1888     | Carltheater                 | Richard Genée, Bruno Zappert                                                                                     | 3    | – |
| Das Modell                                         | Operette | 4. Oktober 1895      | Carltheater                 | Viktor Léon, Ludwig Held                                                                                         | 3    | Posthumes Werk, vollendet von Julius Stern und Antonio Zamara                                                                                                |

### Musikalische Umrahmung von Theaterwerken
In diese Rubrik fallen vor allem Komödien (Possen, Vaudevilles, Farcen etc.), für die Suppè musikalische Umrahmungen komponierte. Alle Uraufführungen ohne spezifische Ortsangabe fanden an Wiener Bühnen statt.
| Werksname                                                                                  | Genre                                    | Datum Erstaufführung | Ort Erstaufführung            | Libretto                                                                                               | Akte | Anmerkung                                                                |
| ------------------------------------------------------------------------------------------ | ---------------------------------------- | -------------------- | ----------------------------- | --- | ---- | ------------------------------------------------------------------------ |
| Jung lustig, im Alter traurig, oder Die Folgen der Erziehung                               | Komisches Gemälde mit Liedern            | 5. März 1841         | ?                             | C. Wallis                                                                                              | 3    | –                                                                        |
| Die Wette um ein Herz, oder Künstlersinn und Frauenliebe                                   | ?                                        | 10. März 1841        | Theater in der Josefstadt     | Karl Elmar                                                                                             | ?    | –                                                                        |
| Stumm, beredt und verliebt                                                                 | ?                                        | 1. Mai 1841          | Theater in Ödenburg-Sopron    | Franz Xaver Told                                                                                       | ?    | –                                                                        |
| Die Bestürmung von Saida                                                                   | Komisch-romantisches Spektakelschauspiel | 10. September 1841   | Arena in Baden                | Franz Xaver Told                                                                                       | ?    | Musik von Suppè, A. Titl und K. Binder.                                  |
| Der Pfeilschütz in Lerchenfeld, die Hochzeit am Neubau und das Testament in der Josefstadt | ?                                        | 27. Oktober 1841     | Theater in der Josefstadt     | Franz Xaver Told                                                                                       | ?    | Musik: Suppè und zwei Zwischenspiele von Josef Lanner                    |
| Der Komödiant, oder Eine Lektion Liebe                                                     | ?                                        | 14. Dezember 1841    | Theater in der Josefstadt     | Karl Elmar                                                                                             | ?    | –                                                                        |
| Der Mulatte                                                                                | ?                                        | 12. Februar 1842     | Theater in Preßburg           | Nach einem Lustspiel von Theodor Hell                                                                  | ?    | –                                                                        |
| Das grüne Band                                                                             | ?                                        | 2. Juli 1842         | Theater in der Josefstadt     | Karl Elmar, Heinrich von Levitschnigg, Johann Heinrich Mirani, J. Seydl, W. Vogel und Franz Xaver Told | ?    | –                                                                        |
| Rokoko                                                                                     | ?                                        | 26. Juli 1842        | Theater in Preßburg           | A. Bäuerle                                                                                             | ?    | –                                                                        |
| Nella, die Zauberin, oder Der Maskenball auf Hohengiebel                                   | ?                                        | 11. Mai 1842         | Theater in der Josefstadt     | Karl Elmar                                                                                             | ?    | –                                                                        |
| Ein Sommernachtstraum                                                                      | ?                                        | 31. August 1842      | Theater in der Josefstadt     | Text frei adaptiert von Shakespeares gleichnamigen Stück durch E. Straube                              | ?    | –                                                                        |
| Das Armband                                                                                | ?                                        | 8. September 1842    | Theater in der Josefstadt     | Friedrich Kaiser                                                                                       | ?    | Musik von Michael Hebenstreit und einem Zwischenspiel von Suppè          |
| Die Hammerschmiedin aus Steyermark, oder Folgen einer Landpartie                           | Ländliche Farce mit Liedern              | 14. Oktober 1842     | Theater in der Josefstadt     | Josef Kilian Schickh                                                                                   | 2    | –                                                                        |
| Ein Morgen, ein Mittag, ein Abend in Wien                                                  | Lokales Gemälde                          | 26. Februar 1844     | Theater in der Josefstadt     | Franz Xaver Told                                                                                       | ?    | –                                                                        |
| Marie, die Tochter des Regiments                                                           | Vaudeville                               | 13. Juni 1844        | Theater in der Josefstadt     | F. Blum, nach Jean-François Bayard und Jules-Henri Vernoy de Saint-Georges                             | 2    | Musik von verschiedenen Komponisten, Suppè komponierte die beiden Finale |
| Der Krämer und sein Kommis                                                                 | Farce                                    | 28. September 1844   | Theater in der Josefstadt     | Friedrich Kaiser                                                                                       | 2    | UA evtl. auch erst am 16. Oktober 1844                                   |
| Dolch und Rose, oder Das Donaumädchen                                                      | ?                                        | 30. November 1844    | Theater in der Josefstadt     | Franz Xaver Told                                                                                       | ?    | –                                                                        |
| Zum ersten Male im Theater                                                                 | ?                                        | 31. Dezember 1844    | Theater in der Josefstadt     | Friedrich Kaiser                                                                                       | ?    | –                                                                        |
| Die Champagnerkur, oder Lebenshaß und Reue                                                 | ?                                        | 2. Februar 1845      | Theater in der Josefstadt     | Karl Gruber                                                                                            | ?    | –                                                                        |
| Die Müllerin von Burgos                                                                    | Vaudeville                               | 8. März 1845         | Theater in der Josefstadt     | Joseph Kupelwieser                                                                                     | 2    | –                                                                        |
| Der Nabob                                                                                  | ?                                        | 9. Mai 1845          | Theater in der Josefstadt     | Karl Haffner                                                                                           | ?    | –                                                                        |
| Die Industrieausstellung I                                                                 | ?                                        | 1. August 1845       | Theater in der Josefstadt     | Friedrich Kaiser                                                                                       | ?    | –                                                                        |
| Sie ist verheiratet                                                                        | Komödie mit Liedern                      | 7. November 1845     | Theater an der Wien           | Friedrich Kaiser                                                                                       | 3    | –                                                                        |
| Der Sohn der Haide                                                                         | Romantisches-komisches Lebensbild        | ??.??.1846           | Wien                          | Friedrich Kaiser                                                                                       | 3    | –                                                                        |
| Die Gänsehüterin, oder Hans und Gretchen                                                   | Romantisches Lustspiel                   | 11. Februar 1846     | Theater an der Wien           | Adaptiert von einem Text von G. Ball                                                                   | ?    | –                                                                        |
| Dichter und Bauer                                                                          | Komödie mit Liedern                      | 24. August 1846      | Theater an der Wien           | Karl Elmar                                                                                             | 3    | Komplettfassung erst im Jahr 1900.                                       |
| Caricaturen                                                                                | Posse                                    | ??.??.1847           | Wien                          | Friedrich Kaiser                                                                                       | 2    | –                                                                        |
| Die Reise nach Grätz, oder Die Räuber auf dem Semmering                                    | Lokaler Schwank                          | ??.??.1847           | ?                             | Schickh                                                                                                | 3    | –                                                                        |
| Die Schule der Armen, oder Zwei Millionen                                                  | ?                                        | 26. Oktober 1847     | Theater an der Wien           | Friedrich Kaiser                                                                                       | ?    | –                                                                        |
| Martl, oder Der Portiunculatag in Schnabelhausen                                           | Farce mit Musik                          | 16. Dezember 1848    | Theater an der Wien           | Alois Berla                                                                                            | 3    | Parodie von Friedrich von Flotows Martha                                 |
| Hier ein Schmied, da ein Schmied, noch ein Schmied und wieder ein Schmied                  | Posse                                    | 30. Dezember 1848    | Theater an der Wien           | Karl Elmar und J. N. Vogel                                                                             | 3    | –                                                                        |
| Des Teufels Brautfahrt, oder Böser Feind und guter Freund                                  | Farce mit Liedern                        | 30. Jänner 1849      | Theater an der Wien           | Karl Elmar                                                                                             | 3    | –                                                                        |
| Gervinus, der Narr von Untersberg, oder Ein patriotischer Wunsch                           | Farce mit Liedern                        | 1. Juli 1849         | Theater am Braunhirschengrund | Alois Berla                                                                                            | 3    | –                                                                        |
| Deborah                                                                                    | Volksschauspiel mit Musik                | 13. September 1849   | Stadttheater Königsberg       | Salomon Hermann Mosenthal                                                                              | 4    | –                                                                        |
| Unterthänig und unabhängig, oder Vor und nach einem Jahre                                  | Komödie mit Liedern                      | 13. Oktober 1849     | Theater an der Wien           | Karl Elmar                                                                                             | 3    | –                                                                        |
| ’s Alraundl                                                                                | Romantisches Märchen mit Liedern         | 13. November 1849    | Theater an der Wien           | Anton von Klesheim                                                                                     | 3    | –                                                                        |
| Bürger und Soldat, oder Liebe zum Vaterland                                                | Charakterbild                            | ??.??.1850           | Wien                          | Johann Josef Böhm                                                                                      | 3    | –                                                                        |
| Gentil Bernhard, oder Die Kunst zu lieben                                                  | Vaudeville                               | ??.??.1850           | Wien                          | ? | 5    | Mit Adolf Müller, Ida Schuselka-Brüning                                  |
| Die Liebe zum Volke, oder Geld – Arbeit – Ehre                                             | Charakterbild                            | 18. März 1850        | Theater an der Wien           | Karl Elmar                                                                                             | 3    | –                                                                        |
| Der Dumme hat’s Glück, oder Tolle Streiche                                                 | Posse                                    | 29. Juni 1850        | Theater an der Wien           | Alois Berla                                                                                            | 3    | –                                                                        |
| Dame Valentine, oder Frauenräuber und Wanderbursche                                        | Singspiel                                | 9. Jänner 1851       | Theater an der Wien           | Karl Elmar                                                                                             | ?    | 3                                                                        |
| Die Industrie-Ausstellung oder Reise-Abenteuer in London                                   | Posse                                    | 25. Mai 1851         | Theater an der Wien           | Leopold Feldmann                                                                                       | 3    | Gelegenheitsposse                                                        |
| Der Tannenhäuser                                                                           | Dramatisches Gedicht mit Musik           | 27. Februar 1852     | Theater an der Wien           | Heinrich von Levitschnigg                                                                              | ?    | –                                                                        |
| Die Jungfer Mahm aus Gmunden, oder Einen muß sie nehmen                                    | Schwank                                  | ??.??.1852           | Wien                          | Josef Nikola                                                                                           | 3    | –                                                                        |
| Das Beispiel                                                                               | Ländliches Gemälde                       | ??.??.1852           | Wien                          | Franz Nissel und Sigmund Schlesinger                                                                   | 3    | –                                                                        |
| Der Grabsteinmacher                                                                        | Charakterbild                            | ??.??.1852           | Wien                          | Ludwig Wysber                                                                                          | 3    | Lokalposse                                                               |
| Ein Filz als Prasser                                                                       | Posse                                    | ??.??.1852           | Wien                          | Leopold Feldmann und Theodor Flamm                                                                     | 3    | Lokalposse                                                               |
| Pech                                                                                       | Posse                                    | 31. Juli 1852        | Fünfhaus                      | Alois Berla                                                                                            | 3    | Lokalposse                                                               |
| Die Heimfahrt von der Hochzeit [oder Die Heimkehr von der Hochzeit]                        | Posse                                    | 8. Jänner 1853       | Theater an der Wien           | Leopold Feldmann                                                                                       | 3    | Faschingsposse                                                           |
| Die Irrfahrt um’s Glück                                                                    | Märchen                                  | 24. April 1853       | Theater an der Wien           | Karl Elmar                                                                                             | ?    | Romantisch-komisches Zaubermärchen                                       |
| Die weiblichen Jäger                                                                       | ?                                        | 30. Juli 1853        | Fünfhaus                      | Leopold Feldmann                                                                                       | 3    | –                                                                        |
| Die Bernsteinhexe                                                                          | ?                                        | 5. Jänner 1854       | Theater an der Wien           | Heinrich Laube                                                                                         | ?    | –                                                                        |
| Trommel und Trompete                                                                       | ?                                        | 1. April 1854        | Theater an der Wien           | Karl Elmar                                                                                             | ?    | –                                                                        |
| Wo steckt der Teufel                                                                       | Farce mit Liedern                        | 28.06.1854           | Theater an der Wien           | Johann Grün nach Eduard Breier                                                                         | 3    | –                                                                        |
| Mozart                                                                                     | Künstlerlebensbild                       | 23.09.1854           | Theater an der Wien           | Leonhard Wohlmut                                                                                       | 4    | –                                                                        |
| Das Bründl bei Sievering, oder Ein Blick in die Zukunft                                    | ?                                        | 14. April 1855       | Theater an der Wien           | H. Merlin                                                                                              | ?    | –                                                                        |
| Lord Byron                                                                                 | ?                                        | 8. Juni 1856         | Theater an der Wien           | Heinrich von Levitschnigg                                                                              | ?    | –                                                                        |
| Paragraph III                                                                              | Romantisch-komisches Singspiel           | 8. Jänner 1858       | Wiener Hofoper                | Moritz Anton Grandjean                                                                                 | 3    | –                                                                        |
| Der Werkelmann und seine Familie                                                           | Lebensbild                               | 10. April 1858       | Theater an der Wien           | Anton Langer                                                                                           | 3    | –                                                                        |
| Die Kathi von Eisen                                                                        | Posse                                    | 19. Juli 1858        | Theater an der Wien           | Alois Berla                                                                                            | 3    | Lokalposse                                                               |
| Ein Faschings-Gugelhupf                                                                    | Burleske                                 | ??.??.1859           | Wien                          | – | 2    | Nur das Vorspiel. Quodlibet-Burleske                                     |
| Etwas zum Lachen, oder Keine Politik                                                       | Posse                                    | ??.??.1859           | Wien                          | Leopold Feldmann                                                                                       | 3    | –                                                                        |
| Eine Wienerin                                                                              | Lebensbild                               | ??.??.1859           | Wien                          | Theodor Flamm                                                                                          | 3    | –                                                                        |
| Eine Judenfamilie                                                                          | Original-Charakterbild                   | ??.??.1859           | Wien                          | Johann Heinrich Mirani                                                                                 | 4    | –                                                                        |
| Der Waldteufel, oder Der Fex aus dem Höllental                                             | Komisches Charakterbild                  | ??.??.1859           | Wien                          | Alois Berla und Wilhelm Tesko                                                                          | 3    | –                                                                        |
| Die Zauberdose, oder Um zehn Jahre zu spät                                                 | Posse                                    | 19. Dezember 1859    | Theater an der Wien           | Karl Elmar                                                                                             | 3    | Märchenposse                                                             |
| Meister Winter                                                                             | Komisches Märchen                        | ??.??.1860           | Wien                          | Alois Berla                                                                                            | 3    | –                                                                        |
| Mein ist die Welt                                                                          | Charakterbild                            | ??.??.1860           | Wien                          | Friedrich Kaiser                                                                                       | 3    | –                                                                        |
| Ein Loch in der Hölle                                                                      | Posse                                    | ??.??.1861           | Wien                          | Johann Schönau                                                                                         | 2    | Zauberposse. Nur das Vorspiel?                                           |
| Der politische Schuster                                                                    | Volksstück                               | ??.??.1861           | Wien                          | O. F. Berg                                                                                             | 3    | –                                                                        |
| Ein Faschingsdonnerstag in Venedig                                                         | Pantomimisches Divertissiment            | ??.??.1861           | Wien                          | Giovanni Golinelli (Choreographie)                                                                     | 2    | –                                                                        |
| Der Höllen-Candidat                                                                        | Märchen                                  | ??.??.1861           | Wien                          | Blank, Bernhofer                                                                                       | 3    | Komisches Märchen                                                        |
| Wiener Nachtfalter                                                                         | Lebensbild                               | ??.??.1861           | Wien                          | Ludwig Gottsleben                                                                                      | 3    | –                                                                        |
| Ein Schwindler                                                                             | Charakterbild                            | ??.??.1861           | Wien                          | Johann Heinrich Mirani                                                                                 | 3    | –                                                                        |
| Reise durch die Märchenwelt                                                                | Dramatischer Bilderbogen                 | ??.??.1861           | Wien                          | Anton Bittner                                                                                          | 3    | UA evtl. erst 1862                                                       |
| Die Wunderkinder aus Californien                                                           | Komisches Märchen                        | ??.??.1861           | Wien                          | Karl Elmar                                                                                             | ?    | –                                                                        |
| Bädekers Reisehandbuch                                                                     | Schwank                                  | ??.??.1862           | Wien                          | Georg Belly                                                                                            | 1    | Mit Karl Ferdinand Konradin                                              |
| Der Herr Vetter                                                                            | Posse                                    | ??.??.1863           | Wien                          | Alois Berla                                                                                            | 2    | –                                                                        |
| Etwas für alte Junggesellen                                                                | Posse                                    | ??.??.1863           | Wien                          | Blank                                                                                                  | 3    | Mit Adolf Müller sen. und Julius Hopp                                    |
| Überall Geister                                                                            | Posse                                    | ??.??.1863           | Wien                          | Anton Langer                                                                                           | 1    | –                                                                        |
| Der Schwiegerpapa aus Krems                                                                | Posse                                    | ??.??.1864           | Wien                          | Anton Langer                                                                                           | 3    | –                                                                        |
| Das Christkindl                                                                            | Lebensbild                               | ??.??.1864           | Wien                          | Anton Langer und Ludwig Gottleben                                                                      | 4    | –                                                                        |
| Der Ehemann in der Baumwolle                                                               | Posse                                    | ??.??.1865           | Wien                          | ? | 1    | Aus dem Französischen                                                    |
| Die alte Schachtel                                                                         | Lebensbild                               | ??.??.1865           | Wien                          | O. F. Berg                                                                                             | 3    | –                                                                        |
| Der letzte Gulden                                                                          | Posse                                    | ??.??.1866           | Wien                          | O. F. Berg                                                                                             | 2    | Volksposse                                                               |
| Der Selbstmörder                                                                           | Posse                                    | ??.??.1866           | Wien                          | Blank                                                                                                  | 1    | Mit Karl Kleiber                                                         |
| Ein patriotischer Dienstbote                                                               | Posse                                    | ??.??.1866           | Wien                          | O. F. Berg                                                                                             | 3    | –                                                                        |
| Es wird annectirt                                                                          | Gelegenheitsstück                        | ??.??.1866           | Wien                          | ? | 1    | –                                                                        |
| Schlechte Mittel, gute Zwecke                                                              | Posse                                    | ??.??.1868           | Wien                          | Friedrich Kaiser                                                                                       | 3    | –                                                                        |
| Juliska                                                                                    | Dramatisches Gedicht                     | ??.??.1869           | Wien                          | Karl Schram                                                                                            | 4    | –                                                                        |
| Die Reise um die Erde in 80 Tagen                                                          | Schauspiel                               | 28.03.1875           | Wien                          | Carl Treumann                                                                                          | 4    | deutsche Übersetzung aus dem Französischen                               |

### Bühnenwerke, die auf Suppès Werken basieren
- Die Pariserin, oder Das heimliche Bild. Operette, UA am 26. Januar 1898 im Carltheater in Wien, arrangiert aus der Operette Die Frau Meisterin, Libretto: Viktor Léon, Ludwig Held.
- Der große Unbekannte. Operette, 1925, nach der Operette Donna Juanita.
- Die goldene Gans. Operette, 1926, arrangiert mit Musik von Suppè.
- Dichter und Bauer. Operette (Neufassung nach der gleichnamigen Komödie von 1846) 1936.

### Konzertante Werke
- Sieg der österreichischen Volkshymne, Tongemälde, op. 45
- Wiener Jubelouvertüre
- Ouvertüre zu Mozart (nach Originalmusik Mozarts)
- (Symphonie) – Fantasia simphonia über Thema S. K. Hoheit Herzog Ernst von Coburg-Gotha.[62][63]

#### Märsche, Walzer und Polkas
- O du mein Österreich, Marsch von Ferdinand Preis (Trio von Suppè)
- Einzugsmarsch aus Prinz Liliput
- Herrjegerle-Polka
- Coletta-Walzer
- In der Hinterbrühl, Marsch
- Tiroler Tanz und Frischka
- Le Voyage en Afrique, französische Polka
- L’Orientale, polnische Mazurka
- Bellmann-Marsch, Marsch aus der Operette Bellmann
- Romankapitel, französische Polka
- Glückswalzer, Walzer aus der Operette Die Jagd nach dem Glück
- Ein Hoch- und Deutschmeister (Erzherzog Wilhelm-Marsch)
- Danza delle Chizzotte
- Liebeswalzer, Walzer aus der Operette Lohengelb, oder die Jungfrau von Dragant

#### Lieder
- Österreichisches Reiterlied, op. 41 (gewidmet dem Feldmarschall Radetzky; Text: Otto Prechtler)
- Ruhe, müder Wanderer
- Nimm dich in Acht (Lobsinget den Wein), 1890
- Tell’s Kapelle
- Die Beichte (Sonst nichts?)
- Ländlich Sittlich, Humoristisches Lied, gewidmet der „Hesperus-Gesellschaft“; Aug. Cranz, Hamburg 1890.
- Das Vergissmeinnicht, Gedicht von Anna Grobecker, gewidmet Heinrich Sontheim; Aug. Cranz, Hamburg 1890.
- Iberisches Ständchen, Gedicht von Anna Grobecker; gewidmet Heinrich Sontheim; Aug. Cranz, Hamburg 1890.
- Gefangen, Text von L. Holt, veröffentlicht 1839.
- ’s Dierndl als Concert-Sängerin, Gedicht in österreichischer Mundart von Franz Ullmayer, gewidmet Katharina Schiller; F. Glöggl, Wien 1857.
- ’s Deanderl ám Bach, Gedicht in österreichischer Mundart von Anton Baron von Klesheim, gewidmet Mathilde Helwig; op. 32 Nr. 1; Tobias Haslinger’s Witwe, Wien 1848.
- Was is a Wundá, Gedicht in österreichisch Mundart von Anton Baron von Klesheim, gewidmet Mathilde Helwig; op. 32 Nr. 2; Tobias Haslinger’s Witwe, Wien 1848.

### Kirchenmusik
- Missa Dalmatica, Messe in F-Dur, UA 13. September 1835 in der Kirche zum Heiligen Franziskus in Zadar
  - Der sechzehnjährige Franz von Suppè komponierte diese Messe als sein erstes geistliches Vokalwerk, deren Manuskript er nach dem Tod seines Vaters am 24. August 1835 vollendete. Das Werk wurde wahrscheinlich uraufgeführt, kurz nachdem Suppè mit seiner Mutter nach Wien übersiedelt war. Mit ihm verschaffte sich der junge Suppè den Zugang zu Ignaz Xaver Ritter von Seyfrieds Musiktheorie-Unterricht. 1876 überarbeitete Suppè seine Jugendmesse, komponierte weitere Teile hinzu und veröffentlichte sie unter dem Titel Missa Dalmatica.
- Große Messe in C-Dur für Soli, Chor und Orchester
  - Suppè komponierte diese Messe als Schüler von Ignaz von Seyfried in Wien. Sie wurde am 15. August 1836 in Wien uraufgeführt.
- Messe in c-Moll für Soli, Chor und Orchester
  - Die Messe wurde ebenfalls unter der Obhut von Seyfried 1839 vollendet und 1840 in Wien uraufgeführt. Sie gilt als verschollen.
- 6. Psalm „Herr, strafe mich nicht“. Großer Instrumental-Psalm für Soli, Chor und Orchester, vollendet 1839.
- Missa pro defunctis, Requiem d-moll für Solisten, Chor und Orchester.
  - Suppè komponierte das Requiem zum Andenken an Franz Pokorny, dem Direktor des Theater an der Wien. Dieser hatte Suppè 1845 an sein Haus verpflichtet und den jungen Theaterkapellmeister in vielfacher Weise gefördert. Uraufgeführt wurde das Werk im Rahmen eines Gedenkgottesdienstes am 22. November 1855 in der Piaristenkirche Maria Treu in Wien
- Das Gericht der Toten. Oratorium für Soli, Chor und Orchester. (1860)
  - Suppè verwendet hier die Sequenz (Nr. 1–7) des Requiems, setzt ihnen ein Preludium voran und zwischen den Chorteilen solistische Rezitative und Arien nach Texten von Otto Prechtler.

## Filme

### Filme nach Werken von Suppè
- Stolen Kisses. USA. 1929. Komödie auf Basis eines unbekannten Werks von Suppè[64]
- Boccaccio. Italien. 1940. Nach der gleichnamigen Operette[65]

### Filme über Suppè
- Hab’ ich nur Deine Liebe. Österreich. 1953. Musikfilm über Suppès Leben. Der Lied- und Filmtitel „Hab ich nur Deine Liebe“ stammt aus der Operette Boccaccio. Der Tenor Heesters präsentiert u. a. „Die Welt hat schöne Frauen“, seine Partnerin Gretl Schörg singt neben dem Titellied „Man singt wieder Walzerlieder“ und im Duett mit Heesters „Diese Wonne, diese Seligkeit“. Regie: Eduard von Borsody, Hauptdarsteller: Johannes Heesters (Franz von Suppè), Gretl Schörg (Sophie Strasser), Helmut Qualtinger